# 東海大学開発工学部
東海大学開発工学部（とうかいだいがくかいはつこうがくぶ、英称：The School of high-Technology for Human Welfare）は、かつて開発工学を教育研究するために東海大学に設置されていた学部の名称。2010年度より募集停止。2014年3月をもって廃止。

## 概要
東海大学の学部の1つとして沼津校舎に開設。学部には、感性デザイン学科、情報通信工学科、物質化学科、生物工学科、医用生体工学科の5学科を設置。学位は、「学士（工学）」を設定。催し物としては、学生・教職員向け「開工祭」や沼津キャンパス学園祭「フェスタあしたか」などを開催している。
沿革
- 1991年4月 - 開発工学部を開設。
- 1995年4月 - 大学院 開発工学研究科（修士課程）を開設。
- 2004年4月 - 素材工学科を物質化学科へ名称変更。併せて、感性デザイン学科を増設。
- 2005年4月 - 東海大学 連合大学院[博士課程]を開設。（現在の、総合理工学研究科、地球環境科学研究科及び生物科学研究科の3研究科。）
- 2009年- 感性デザイン学科、情報通信工学科、物質化学科、生物工学科の2010年度入試から学生募集を停止。
- 2010年4月 - 医用生体工学科を工学部へ移設し、工学部 医用生体工学科として改組。